# Dom Rokach
Dom Rokach (hebr. ‏בית שמעון רוקח‎) – muzeum i galeria sztuki położone w osiedlu Newe Cedek w Tel Awiwie, w Izraelu. Muzeum mieści się w zachowanym historycznym budynku sprzed 120 lat, w którym odtworzono wnętrza w pierwotnym wyglądzie.

## Historia
Budynek, w którym obecnie mieści się muzeum, został wybudowany w 1887 i był jednym z pierwszych domów powstałych w osiedlu Newe Cedek. Został on wybudowany przez Szymona Rokach. Po kilku latach dobudowano drugie piętro i kopułę wykonaną z miedzi. Gdy w 1922 Rokah zmarł, jego dzieci przekazały dom do wykorzystania dla instytucji publicznych. Przez następne lata dom stał opuszczony i popadał w ruinę.
W 1982 wnuczka Szymona Rokah, Lea, postanowiła odnowić dom, przywracając mu pierwotne piękno. Za swoją pracę otrzymała nagrodę od Ford Foundation i Rady Ochrony Budynków.
W 1984 dom został udostępniony dla publiczności, jako galeria sztuki i muzeum historii osiedla Newe Cedek. Budynek wchodzi w skład zespołu miejskiego Białego Miasta Tel Awiwu, który został w 2003 umieszczony na liście światowego dziedzictwa UNESCO, jako największe na świecie skupisko budynków modernistycznych.

## Zbiory muzeum
Dom Rokach pokazuje jak wyglądało życie w żydowskiej dzielnicy Newe Cedek 120 lat temu. Kolekcja zgromadzonych eksponatów obejmuje stare meble, różnego rodzaju przedmioty użytku codziennego, odzież, zdjęcia i dokumenty historyczne.
W galerii sztuki prezentowane są rzeźby i obrazy wykonane przez wnuczkę pierwszego właściciela domu, Leę Majaro Mintz Shimon Rokah.
Dodatkowo w muzeum odbywają się spektakle i zabawy dla dzieci, połączone z zajęciami edukacyjnymi.